# Djurgården Hockey 1957/1958
Djurgården spelade i Division 1 Södra där man vann serien. Man vann senare SM-serien.

## Resultat
- Division 1 Södra
- 24/11	IFK Bofors (h)	2 - 0 (1 - 0, 1 - 0, 0 - 0)
- 3/12	Grums IK (h)	4 - 5 (1 - 1, 3 - 1, 0 - 3)
- 15/12	Forshaga IF (b)	6 - 0 (1 - 0, 1 - 0, 4 - 0)
- 20/12	Västerås IK (h)	5 - 0 (3 - 0, 2 - 0, 0 - 0)
- 26/12	Surahammars IF (b)	11 - 0 (6 - 0, 0 - 0, 5 - 0)
- 10/1	Södertälje SK (h)	6 - 4 (2 - 0, 3 - 4, 1 - 0)
- 17/1	IFK Bofors (b)	3 - 2 (1 - 0, 2 - 0, 0 - 2)
- 19/1	Grums IK (b)	1 - 1 (0 - 0, 1 - 1, 0 - 0)
- 23/1	GAIS (h)	11 - 1 (3 - 0, 2 - 0, 6 - 1)
- 26/1	Forshaga IF (h)	7 - 1 (2 - 0, 3 - 0, 2 - 1)
- 31/1	Västerås IK (b)	3 - 1 (1 - 0, 0 - 1, 2 - 0)
- 2/2	Surahammars IF (b)	11 - 1 (2 - 1, 4 - 0, 5 - 0)
- 9/2	Södertälje SK (b)	1 - 6 (0 - 3, 0 - 3, 1 - 0)

- SM-serien
- 14/3	Gävle GIK (h)	6 - 1 (2 - 1, 2 - 0, 2 - 0)
- 16/3	Södertälje SK (b)	4 - 3 (1 - 0, 2 - 2, 1 - 1)
- 18/3	Skellefteå AIK (b)	3 - 4 (2 - 2, 0 - 2, 1 - 0)
- 21/3	Skellefteå AIK (h)	4 - 3 (3 - 0, 1 - 0, 0 - 3)
- 23/3	Södertälje SK (h)	1 - 6
- 25/3	Gävle GIK (b)	3 - 2 (2 - 0, 0 - 1, 1 - 1)